# باتسي يورجنسن
باتسي يورجنسن (بالإنجليزية: Patsy Jorgensen) هي لاعبة بولينغ نيوزيلندية، ولدت في 24 مارس 1943.

## روابط خارجية
- باتسي يورجنسن على موقع اللجنة الأولمبية النيوزيلندية (الإنجليزية)
- باتسي يورجنسن على موقع اتحاد ألعاب الكومنولث (مؤرشف) (الإنجليزية)